# Alta Langa (DOC)
L'Alta Langa est un vin blanc effervescent italien de la région Piémont doté d'une appellation DOC depuis le 31 octobre 2002. Seuls ont droit à la DOC les vins blancs récoltés à l'intérieur de l'aire de production définie par le décret.

## Aire de l'appellation
Les vignobles autorisés se situent en province de Cuneo province d'Alexandrie et province d'Asti dans 142 communes :
Province d'Alexandrie
Acqui Terme, Alice Bel Colle, Belforte Monferrato, Bistagno, Bosio, Capriata d'Orba, Carpeneto, Cartosio, Casaleggio Boiro, Castelnuovo Bormida, Castelletto d'Erro, Castelletto d'Orba, Cassine, Cassinelle, Cavatore, Cremolino, Denice, Grognardo, Lerma, Malvicino, Melazzo, Merana, Molare, Montaldeo, Montaldo Bormida, Montechiaro d'Acqui, Morbello, Mornese, Morsasco, Orsara Bormida, Ovada, Pareto, Parodi Ligure, Ponti, Ponzone, Prasco, Predosa, Ricaldone, Rivalta Bormida, Rocca Grimalda, San Cristoforo, Sezzadio, Silvano d'Orba, Spigno Monferrato, Strevi, Tagliolo Monferrato, Terzo, Trisobbio, Visone. 
Province d'Asti
Bubbio, Calamandrana, Calosso, Canelli, Cassinasco, Castel Boglione, Castelletto Molina, Castel Rocchero, Cessole, Coazzolo, Fontanile, Loazzolo, Maranzana, Monastero Bormida, Mombaldone, Mombaruzzo, Montabone, Olmo Gentile, Quaranti, Roccaverano, Rocchetta Palafea, San Giorgio Scarampi, San Marzano Oliveto, Serole, Sessame, Vesime.
Province de Cuneo
Alba (seuls les plantations rive droite du Tanaro), Albaretto della Torre, Arguello, Bastia, Belvedere Langhe, Benevello, Bergolo, Bonvicino, Borgomale, Bosia, Bossolasco, Briaglia, Camerana, Camo, Carrù, Castellino Tanaro, Castelletto Uzzone, Castiglione Tinella, Castino, Cerreto Langhe, Ceva, Cigliè, Clavesana, Cortemilia, Cossano Belbo, Cravanzana, Diano d'Alba, Dogliani, Farigliano, Feisoglio, Cissone, Gorzegno, Gottasecca, Grinzane Cavour, Igliano, Lequio Berria, Levice, Mango, Marsaglia, Mombarcaro, Monchiero, Mondovi, Monesiglio, Monforte d'Alba, Montelupo Albese, Murazzano, Neviglie, Niella Belbo, Niella Tanaro, Novello, Paroldo, Perletto, Pezzolo Valle Uzzone, Piozzo, Prunetto, Roascio, Rocca Cigliè, Rocchetta Belbo, Roddino, Rodello, Sale delle Langhe, Sale San Giovanni, Saliceto, San Benedetto Belbo, Santo Stefano Belbo, Serralunga d'Alba, Serravalle Langhe, Sinio, Somano, Torre Bormida, Torresina, Treiso, Trezzo Tinella, Vicoforte.
L'appellation "Alta Langa" permet aux grandes maisons productrices de mousseux du Piémont de s’introduire sur le marché des mousseux méthode classique A.O.C.
Les vins sont élaborés en Spumante bianco, Spumante rosso ou rosato

## Caractéristiques organoleptiques
- couleur : jaune paille avec une mousse légère et des fines bulles.
- odeur : fruité et complexe.
- saveur : sec, sapide et bien structuré.